# Aristòcrates d'Atenes
Aristòcrates (en llatí Aristocrates, en grec antic Ἀριστοκράτης) era un noble atenenc fill d'Escèl·lies, d'una família de gran influència segons diu Plató al Gòrgies, i membre del partit oligàrquic. Va formar part del govern dels Quatre-cents, però en va ser també un dels principals responsables del seu enderrocament juntament amb Teràmenes, segons diu Tucídides.
El 407 aC quan Alcibíades va retornar a Atenes i va ser nomenat comandant en cap, Aristòcrates i Adimant van ser elegits generals de les forces de terra, sota dependència d'Alcibíades. El mateix any era un dels deu comandants que van substituir Alcibíades quan aquest va ser derrotat, i també un dels sis que van ser jutjats després de la batalla de les Arginuses per no haver recollits els nàufrags d'una tempesta ocorreguda quan tornaven triomfants, i executat l'any 406 aC, com explica Xenofont a les Hel·lèniques.